# Боташ
Бота́ш (крим. Botaş, з 1948 по 2023 рік — Чапа́єве) — село (до 2013 року — селище) в Україні, в Курманському районі Автономної Республіки Крим.
Відстань від райцентру до населеного пункта становить 52 кілометрів по прямій.

## Історія
Поблизу Боташа виявлено залишки поселення періоду бронзи.

Перша згадка села під назвою Буташ зустрічається у «Книзі подорожей» Евлії Челебі під 1667 роком:
Ці поселення облаштовані ханськими прапороносцями. Будинки тут криті дерном, але стіни їх викладені з каменю. Тут лише три великі верби. … І тут теж топлять гноєм, але гостя доглядають добре. Пригощають щедро, зрозуміло, кониною, юшкою ляхсі, талканом і куртом, а також солодкою, як мед, бузою, яка називається тарма і максума.
В останній період Кримського ханства Боташ входив до Каракуртського кадилика Бахчисарайського каймаканства, зустрічається в Камеральному Описі Криму … 1784 року.
За «Відомістю про волостя і селища, в Євпаторійському повіті зі свідченням числа дворів і душ … від 19 квітня 1806» в селі Боташ було 12 дворів і 91 мешканець, виключно кримські татари.
Згідно зі Списком населених пунктів Кримської АРСР по Всесоюзному перепису 17 грудня 1926 року, в селі Боташ і на однойменному хуторібуло 14 дворів, усі селянські, населення становило 68 осіб, з них 42 кримських татарини, 18 росіян та 5 німців.
Після депортації кримських татар 1944 року, 18 травня 1948 року Указом Президії Верховної Ради РРФСР від Боташ перейменували в Чапаєво.
У 2015 році село біло внесено до переліку населених пунктів, які потрібно перейменувати згідно із законом «Про засудження комуністичного та націонал-соціалістичного (нацистського) тоталітарних режимів в Україні та заборону пропаганди їхньої символіки».
12 травня 2016 року постановою Верховної Ради України № 1352-VIII селу повернено історичну назву відповідно до вимог закону «Про засудження комуністичного та націонал-соціалістичного (нацистського) тоталітарних режимів в Україні та заборону пропаганди їхньої символіки». Постанова набрала чинности у 2023 році.